# Shovelware
Shovelware (deutsch „Schaufel-Ware“) ist eine abfällige Bezeichnung für Software minderer Qualität, die durch massenhaften Verkauf zu extrem günstigen Preisen ihre Produktionskosten wieder einspielen soll.
Die Bezeichnung kam mit dem Erscheinen von CD-ROMs auf, deren zu der Zeit als enorm geltende Speicherkapazität dazu verleitete, sie mit unnötigen Daten zu füllen. Im Fall von Anwendungssoftware wurde das genutzt, um einen großen Produktumfang für wenig Geld vorzutäuschen. (Beispiel: 20 verschiedene Bild-Konverter, die sich kaum voneinander unterscheiden)
Die Bezeichnung wurde analog zu Freeware, Shareware etc. gebildet. Programme wurden ohne gezielte Vorauswahl einfach auf den Datenträger „geschaufelt“.
Im Journalismus wird das Übernehmen von Inhalten ohne eigene Anpassungen ebenfalls als Shovelware bezeichnet. Für Online-Angebote wurden von Verlagshäusern häufig große Mengen aus den Printmedien 1:1 übernommen, ohne für das neue Medium aufgearbeitet worden zu sein.